# Europejska Nagroda Muzyczna MTV Select
Europejska Nagroda Muzyczna MTV Select, nazywana też nagrodą Wybór MTV - nagroda przyznawana przez redakcję MTV Europe podczas corocznego rozdania MTV Europe Music Awards i związana była z popularnym interaktywnym programem emitowanym na antenie MTV Europe - MTV Select. Nagrodę MTV Select po raz pierwszy przyznano w 1997 r., po raz drugi i dotychczas ostatni w 1998 r. O zwycięstwie decydowali widzowie za pomocą głosowania internetowego i telefonicznego (smsowego).

## Zwycięzcy

### 1997
- Backstreet Boys — "Get Down (You're the One for Me)"

### 1998
- Backstreet Boys — "As Long as You Love Me"